# Trichomyia bulbosa
Trichomyia bulbosa är en tvåvingeart som beskrevs av Duckhouse 1978. Trichomyia bulbosa ingår i släktet Trichomyia och familjen fjärilsmyggor. Inga underarter finns listade i Catalogue of Life.